# Azis Tahir Ajdonati
Azis Tahir Ajdonati – albański działacz niepodległościowy.

## Życiorys
W 1912 roku reprezentował region Czamerii na delegacji we Wlorze, gdzie 28 listopada tego roku miało miejsce podpisanie Albańskiej Deklaracji Niepodległości  ; sam Ajdonati nie był jednak jej sygnatariuszem.